# Аустрія Кернтен
«Аустрія Кернтен» (нім. SK Austria Kärnten) — колишній австрійський футбольний клуб з міста Клагенфурт. Заснований 2007 року, розформований — 2010.

## Історія
Клуб засновано 1 червня 2007 року на базі клубу «Пашинг» і зайняв його місце в Австрійській бундеслізі, де і грав до завершення сезону 2009-10 років. У червні 2010 року клуб оголосив про банкрутство, а місто заснувало новий клуб — «Аустрію» (Клагенфурт).